# Xavier Leprince
Pour les articles homonymes, voir Leprince.
Auguste-Xavier Leprince, né à Paris le 28 août 1799 et mort à Nice le 26 décembre 1826, est un peintre et lithographe français.

## Biographie
Xavier Leprince est issu d'une famille d'artistes. Son père, Anne-Pierre Leprince, est musicien et ses frères, Gustave Leprince (1810-1837) et Léopold Leprince (1800-1847), sont également peintres. 
Comme d'autres artistes, les trois frères occupent un atelier dans l'immeuble appelé La Chilbebert, situé au 9, rue Childebert à Paris,, voie aujourd'hui disparue.
En 1822, le peintre Victor René Garson réalise son portrait, qui est exposé au Salon.
En 1824, Xavier Leprince séjourne à Honfleur avec le peintre Eugène Isabey.
Il est connu pour ses paysages ruraux, inspiré des maîtres hollandais du XVIIe siècle, et ses scènes de genre.
Le musée du Louvre conserve son Embarquement de bestiaux à Honfleur sur le Passager de 1823, tableau ayant appartenu à Charles X.

## Œuvres dans les collections publiques
- Auxerre, musée Saint-Germain : Portrait de Simon Chenard dans le rôle du père Morin, 1821, huile sur toile.
- Chambéry, musée des Beaux-Arts : Paysage avec charrette, huile sur carton.
- Chartres, musée des Beaux-Arts[7] :
  - Portrait de Anne-Pierre Leprince, peintre, père de l'auteur, toile, 56 × 48 cm, 1824, don de M. Gilbert ;
  - Portrait de Pierre-Gustave Leprince, enfant, peintre, frère de l'auteur, toile, 66 × 44 cm, 1824, don de M. Gilbert.
- Compiègne, musée national de la Voiture et du Tourisme : Les inconvénients du voyage en diligence : le chargement de la diligence, 1820, lithographie en couleur[8].
- Dijon, musée Magnin : Intérieur d'atelier, huile sur toile[9].
- Marseille, musée des Civilisations de l'Europe et de la Méditerranée : Le Marchand de chansons, 1825, huile sur toile.
- Paris :
  - musée du Louvre :
    - Paysage du Susten en Suisse, 1824, huile sur toile[10] ;
    - Rue de village, avec divers personnages (route de Paris à Chailly), mine de plomb[11] ;
    - Rue du village ;
    - Le Château d'Écouen.

  - Musée Nissim-de-Camondo : Le Départ de la diligence et L'Arrivée de la diligence, 1819, huiles sur toile[12].
  - Petit Palais : Esquisse de l'embarquement de bestiaux à Honfleur sur le Passager.

Œuvres de Xavier Leprince
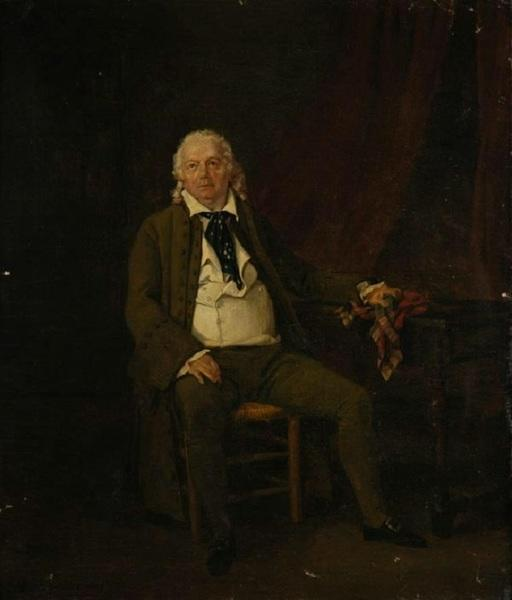
Portrait de Simon Chenard dans le rôle de Père Morin (1821), Auxerre, musée d'Art et d'Histoire.
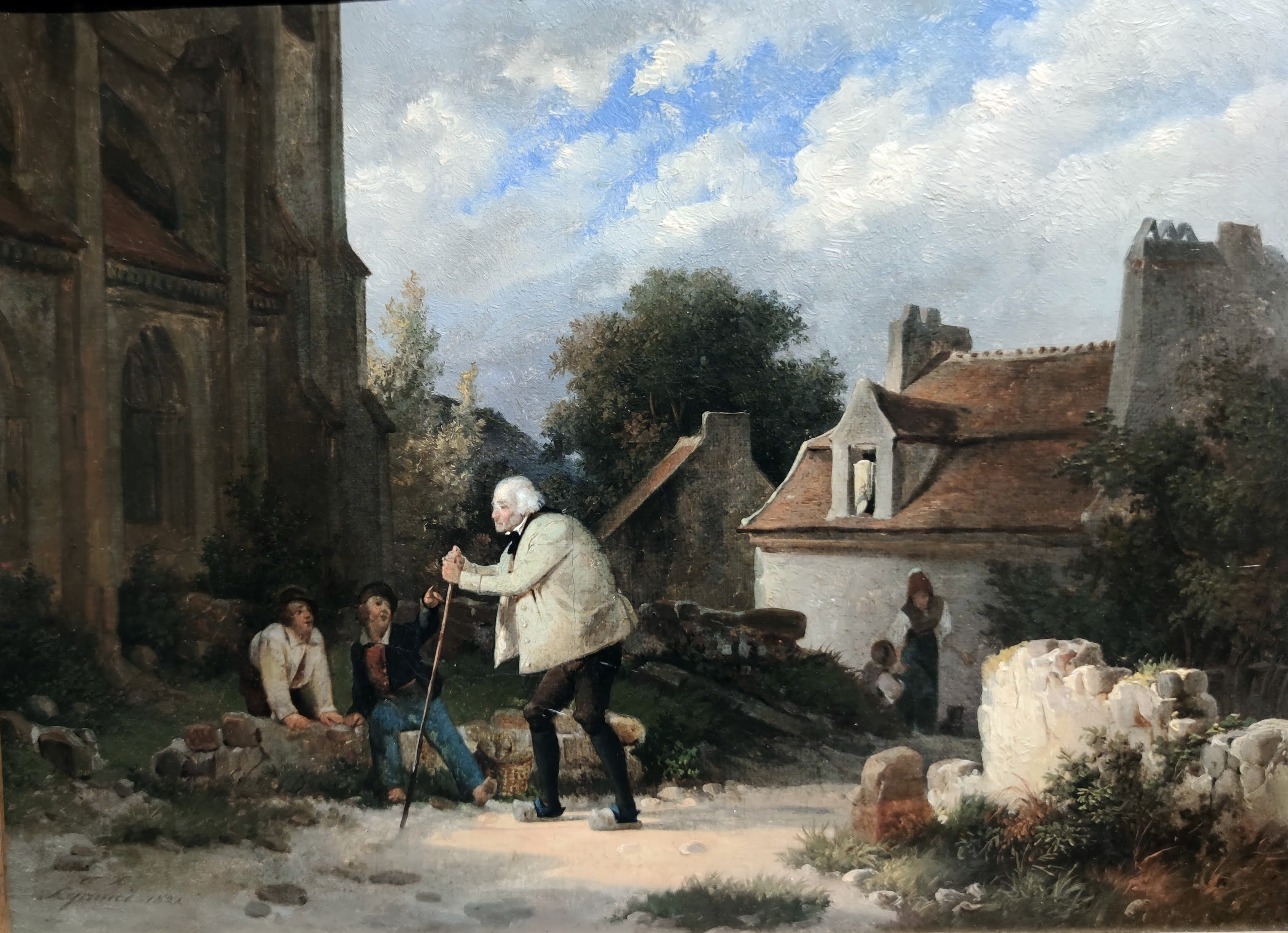
La leçon de morale ; le grand-père avec les deux enfants (1821), collection particulière[a].
La Barrière de la Villette, Paris (1823), Stockholm, Nationalmuseum.
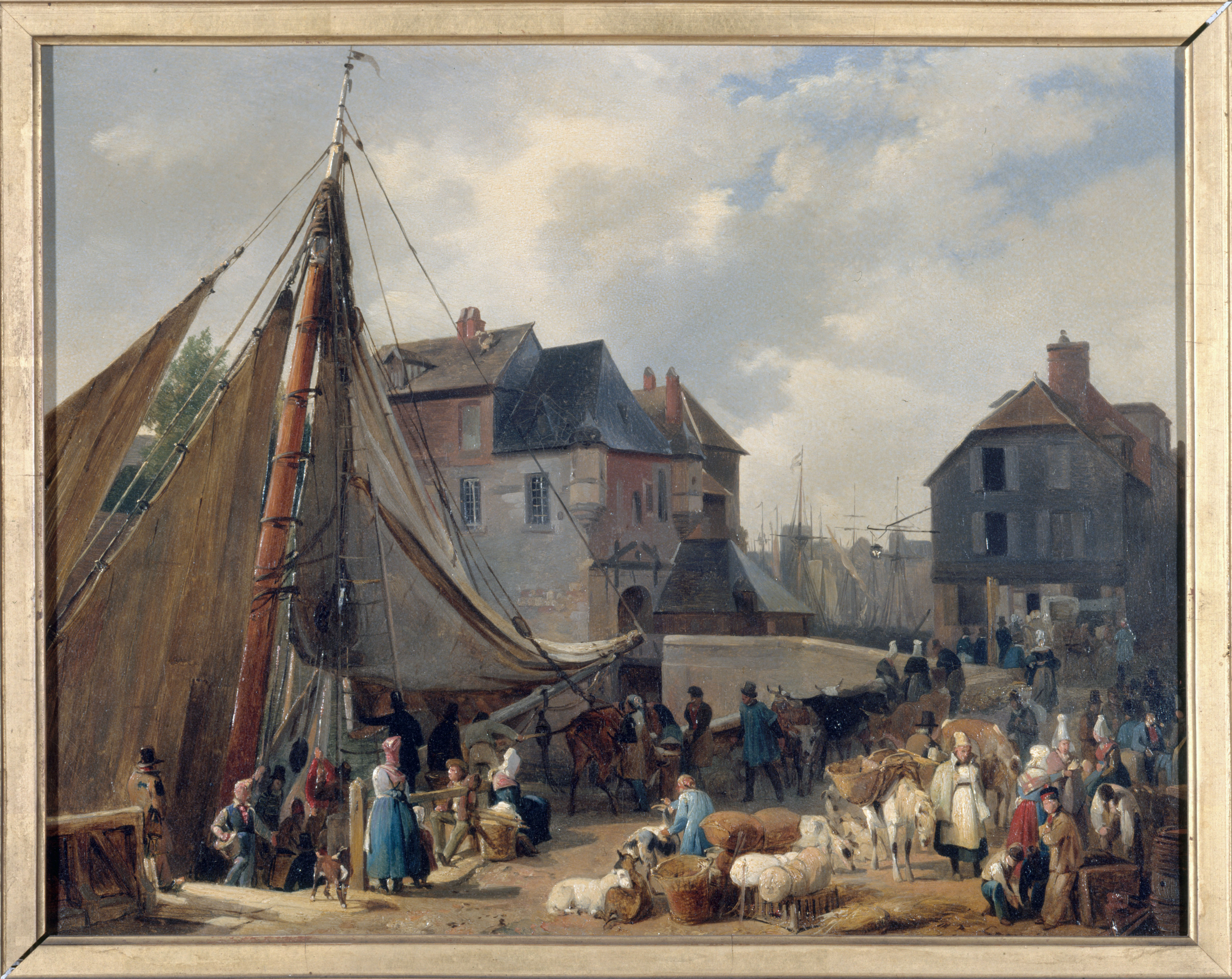
Le Port d'Honfleur, l'embarquement des bestiaux (vers 1823), Paris, Petit Palais.
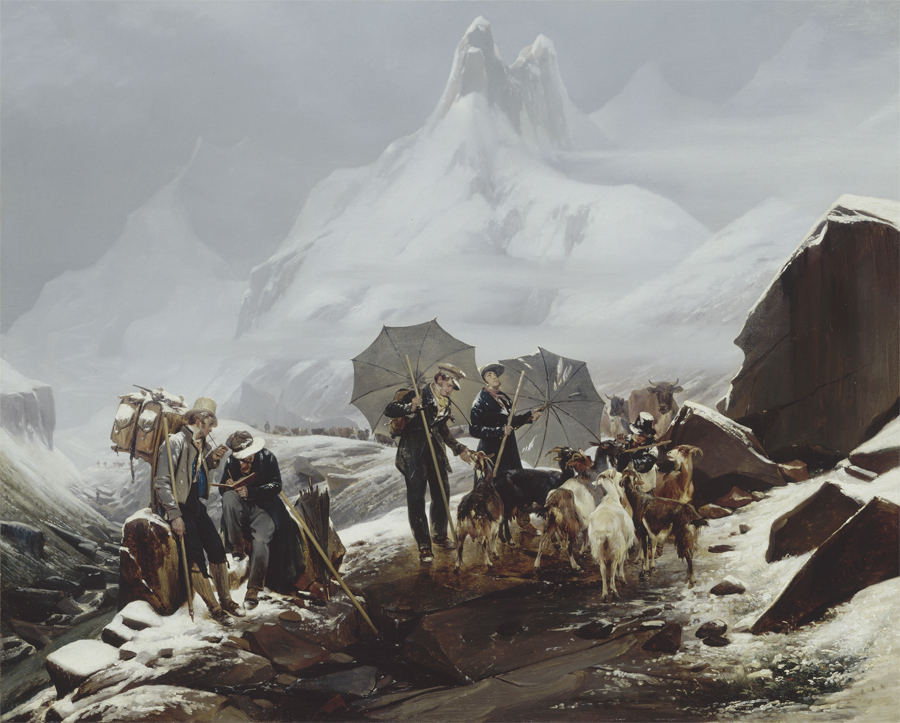
Paysage du Susten en Suisse (1824), Paris, musée du Louvre.
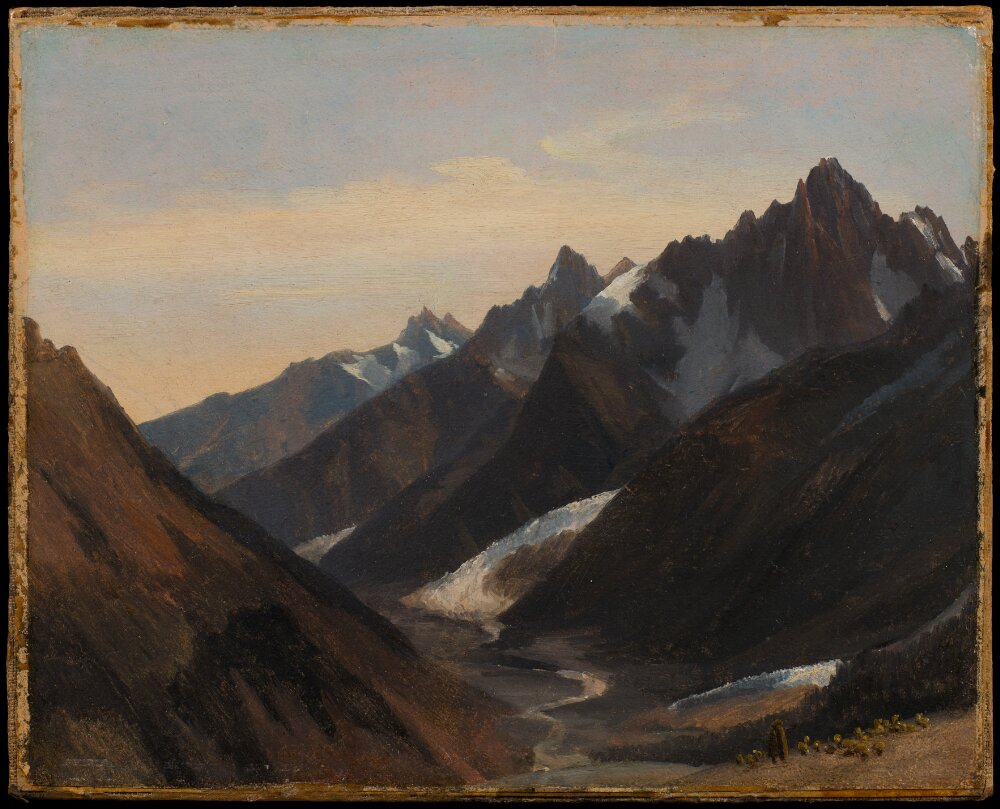
Vue de la vallée de Chamonix. Étude (1825), Stockholm, Nationalmuseum.
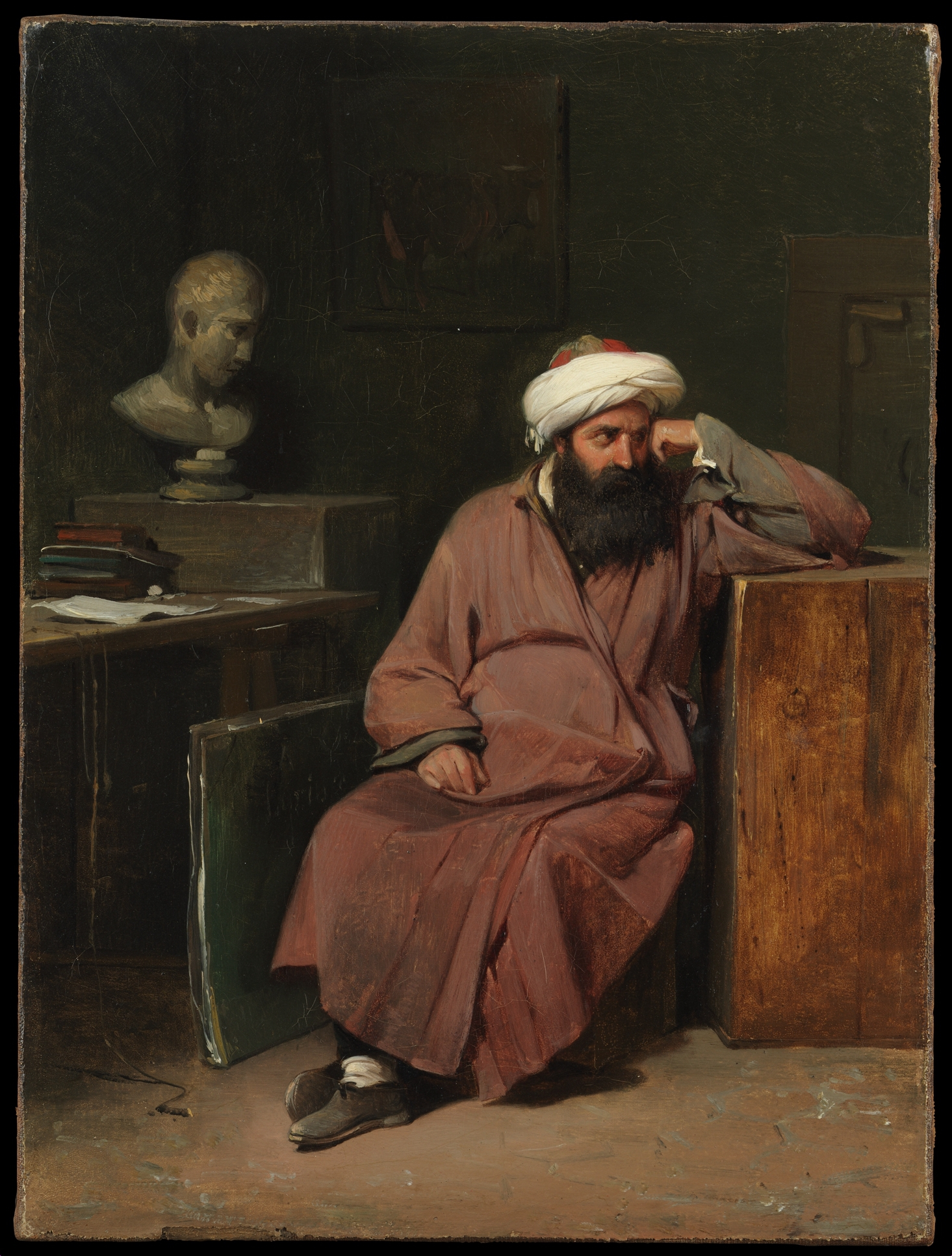
Homme en costume oriental dans l'atelier de l'artiste (vers 1823-1826), New York, Metropolitan Museum of Art.
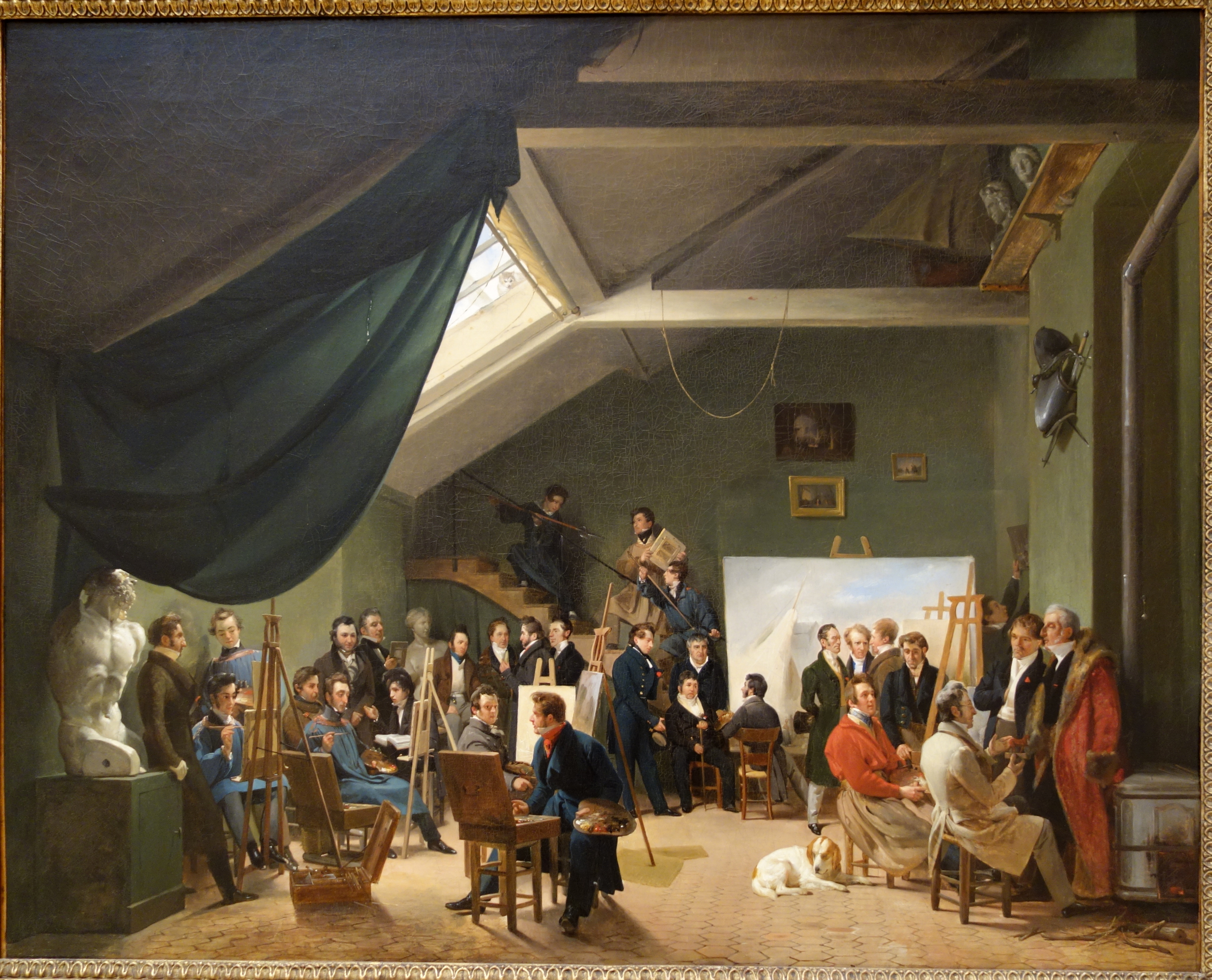
L'Atelier du peintre (1826), Madison, Chazen Museum of Art.

## Élèves
- Nicolas Alexandre Barbier
- Pierre-Jean Boquet
- Eugène Lepoittevin
- Léopold Leprince
- Charles Mozin